# كيم برينان
كيم برينان (بالإنجليزية: Kimberley Jean Crow)‏ هي مجدفة أسترالية، ولدت في 9 أغسطس 1985 في ملبورن في أستراليا.

## وصلات خارجية
- كيم برينان على موقع الاتحاد الدولي لألعاب القوى (الإنجليزية)
- كيم برينان على موقع النتائج التاريخية لألعاب القوى الأسترالية (الإنجليزية)
- كيم برينان على موقع الاتحاد الدولي للتجديف (الإنجليزية)
- كيم برينان على موقع الاتحاد الأسترالي للتجديف (الإنجليزية)
- كيم برينان على موقع اللجنة الأولمبية الدولية (الإنجليزية)
- كيم برينان على موقع اللجنة الأولمبية الدولية (الإنجليزية)
- كيم برينان على موقع أوليمبيديا (الإنجليزية)
- كيم برينان على موقع اللجنة الأولمبية الأسترالية (الإنجليزية)